# Li Zekai
Li Zekai (chinesisch 李泽楷; * 31. Januar 2000) ist ein chinesischer Tennisspieler.

## Karriere
Li spielte zwischen 2015 und 2018 nur wenige Matches auf der ITF Junior Tour und erreichte dabei Platz 632 im Junioren-Ranking.
Sein erstes Profiturnier bestritt Li 2018, erzielte jedoch erst 2023 die ersten Punkte für die Weltrangliste. Im Jahr 2024 konnte er auf der ITF Future Tour zwei Doppeltitel gewinnen, was ihn erstmals unter die Top 700 brachte.
Im Oktober desselben Jahres feierte Li sein Debüt auf der ATP Tour, als er dank einer Wildcard bei den Hangzhou Open antrat. Zusammen mit seinem Partner Jin Yuquan verlor er jedoch in der ersten Runde gegen die chinesische Paarung Bu Yunchaokete und Tergel in zwei Sätzen.